# Björkbastfluga
Björkbastfluga (Phytobia carbonaria) är en tvåvingeart som först beskrevs av Johan Wilhelm Zetterstedt 1848.  Phytobia carbonaria ingår i släktet Phytobia och familjen minerarflugor.
Artens utbredningsområde är Sverige. Arten har ej påträffats i Sverige. Inga underarter finns listade i Catalogue of Life.
Björkbastflugan är liten, 3,5-4 millimeter lång och helt svart. Dess larver bildar gångar i kambiet hos flera träslag som björk, al, pil, hassel, rönn, samt prunus- och pyrusarter som skapar bruna så kallade årsringsfläckar i veden.